# Neoseiulus ficusi
Neoseiulus ficusi är en spindeldjursart som först beskrevs av Gupta 1986.  Neoseiulus ficusi ingår i släktet Neoseiulus och familjen Phytoseiidae. Inga underarter finns listade i Catalogue of Life.